# Rosochatka (potok)
Rosochatka – potok, lewy dopływ Rozdzielca. Cała jego zlewnia znajduje się w Beskidzie Wyspowym. Swoje źródła ma na południowych stokach Łopusza Wschodniego, w przysiółku zwanych Rosochatka na granicy miejscowości Rozdziele i Kamionka Mała. Swoim korytem przez większość biegu rozgranicza wsie Rozdziele i Kamionka Mała, oraz powiaty bocheński i limanowski (aż do podnóża tzw. Góralowego Dziołu). Jest to rwący, typowo górski potok, płynący przez większość biegu głębokim jarem, zwanym w tym regionie paryją w kierunku południowym, w przysiółku Za Dworem w Rozdzielu przecinając drogę z centrum Rozdziela do Kamionki Małej zmienia kierunek na wschodni i po przepłynięciu około kilometra uchodzi do Rozdzielca w przysiółku zwanym We Wsi. Nazwa Rosochatka, również Rosochaczka lub Rosochodka pojawia się już w latach 1786 - 1787 w Metrykach Józefińskich, a pochodzi od słowa rosochaty czyli rozłożysty. Inna nazwa potoku, również pojawiająca się w Metrykach, która jednak wyszła już z użycia to Potok Cygan.